# Zuidbroek (Zuid-Holland)
Zuidbroek is een voormalige gemeente, nu buurtschap, behorende tot de gemeente Krimpenerwaard in de Nederlandse provincie Zuid-Holland. Het ligt ten westen van Benedenberg.
In de omgeving van Zuidbroek staat de laatste Amerikaanse windmotor in Zuid-Holland, de Zuidbroeksemolen.

## Geschiedenis
Zuidbroek was oorspronkelijk een hoge heerlijkheid, die onder Lekkerkerk viel. Tijdens de Franse tijd werd Zuidbroek ingedeeld in de gemeente Berkenwoude, maar op 1 april 1817 werd het afgesplitst; ze bestond als zelfstandige gemeente tot 19 augustus 1857 toen ze opging in Bergambacht.
Tot en met 31 december 2014 was Zuidbroek onderdeel van de gemeente Bergambacht. Op 1 januari 2015 ging de plaats samen met de gemeente op in de nieuw opgerichte gemeente Krimpenerwaard.